# Istantone
In fisica teorica e in fisica matematica, un istantone (o pseudoparticella) è una soluzione classica delle equazioni del moto con un'azione finita e non nulla, o in meccanica quantistica o in teoria quantistica dei campi. Più precisamente, è una soluzione delle equazioni del moto di una teoria classica dei campi su uno spaziotempo euclideo.
Nelle teorie quantistiche di questo tipo, le soluzioni del moto possono essere pensate come i punti critici dell'azione. Tali punti critici possono essere massimi o minimi locali, o punti di sella. Gli istantoni sono importanti nella teoria quantistica dei campi perché compaiono nell'integrale sui cammini come le prime correzioni quantistiche al comportamento classico del sistema, e possono essere usati per studiare il comportamento di tunnel in vari sistemi come le teorie di Yang-Mills.

## Calcolo
Se supponiamo che esistano soluzioni delle equazioni del moto dell'azione di Yang-Mills con azione finita, allora la curvatura della soluzione all'infinito (presa come limite) deve essere zero. Questo significa che l'invariante di Chern-Simons può essere definita in uno spazio tridimensionale. 
Questo equivale, grazie al teorema di Stokes, a prendere l'integrale
{\displaystyle \int _{\mathbb {R} ^{4}}Tr[\mathbf {F} \wedge \mathbf {F} ]}.
Questa è un invariante omotopico e ci dice a quale classe di omotopia appartiene l'istantone. L'azione di Yang-Mills è data da: 
{\displaystyle {\frac {1}{2}}\int _{\mathbb {R} ^{4}}Tr[*\mathbf {F} \wedge \mathbf {F} ]}
dove * è il duale di Hodge. 
Poiché l'integrale di un integrando non negativo è sempre non negativo,
{\displaystyle 0\leq {\frac {1}{2}}\int _{\mathbb {R} ^{4}}Tr[(*\mathbf {F} +e^{-i\theta }\mathbf {F} )\wedge (\mathbf {F} +e^{i\theta }*\mathbf {F} )]=\int _{\mathbb {R} ^{4}}Tr[*\mathbf {F} \wedge \mathbf {F} +2\cos \theta \mathbf {F} \wedge \mathbf {F} ]}
per tutti i θ reali. Questo significa:
{\displaystyle {\frac {1}{2}}\int _{\mathbb {R} ^{4}}Tr[*\mathbf {F} \wedge \mathbf {F} ]\geq {\frac {1}{2}}\left|\int _{\mathbb {R} ^{4}}Tr[\mathbf {F} \wedge \mathbf {F} ]\right|}
Se questo legame viene saturato, allora la soluzione è uno stato BPS. Per tali stati, si ha *F=F oppure *F=-F dipendentemente dal segno dell'invariante omotopico.